# Внешняя политика Гамбии
Внешняя политика Гамбии — общий курс Гамбии в международных делах. Внешняя политика регулирует отношения Гамбии с другими государствами. Реализацией этой политики занимается министерство иностранных дел Гамбии.

## История
Гамбия следовала официальной политике Движения неприсоединения на протяжении большей части срока полномочий бывшего президента Дауды Джавары. Он поддерживал тесные отношения с Великобританией, Сенегалом и другими африканскими странами. Военный переворот в июле 1994 года обострил отношения Гамбии с западными державами, особенно с Соединёнными Штатами Америки. Начиная с 1995 года президент Яйя Джамме установил дипломатические отношения с другими странами, включая Ливию, Китайскую Республику и Кубу. В последние годы его правления Европейский союз становился все более нетерпимым к его жесткой форме правления. В результате чего Брюссель удержал для Гамбии миллионы евро. Яйя Джамме в ответ выслал главного дипломата Европейского союза из страны после того, как обвинил Европейский союз и правозащитников в очернении имиджа правительства Гамбии в части позиции в отношении гомосексуализма.
Гамбия была членом Содружества наций с момента обретения независимости в 1965 году и до выхода в октябре 2013 года.
После подведения итогов президентских выборов 2016 года победивший кандидат Адама Бэрроу пообещал вернуть Гамбию в Содружество наций. 14 февраля 2017 года Гамбия начала процесс возвращения и официально подала заявку Генеральному секретарю Содружества нации Патрисии Скотланд 22 января 2018 года. Борис Джонсон стал первым министром иностранных дел Великобритании, посетившим Гамбию с момента обретения страной независимости в 1965 году, и заявил, что правительство страны приветствует возвращение Гамбии в Содружество наций.